# Melany del Pilar Matheus
Melany del Pilar Matheus (* 19. Januar 2001 in San José de las Lajas) ist eine kubanische Leichtathletin, die sich auf den Diskuswurf spezialisiert hat.

## Sportliche Laufbahn
Erste Erfahrungen bei internationalen Meisterschaften sammelte Melany del Pilar Matheus im Jahr 2017, als sie bei den U18-Weltmeisterschaften in Nairobi im Finale keinen gültigen Versuch zustande brachte. Auch bei den U20-Weltmeisterschaften im Jahr darauf in Tampere brachte sie in der Vorrunde keinen gültigen Versuch zustande, gewann dann aber bei den Olympischen Jugendspielen in Buenos Aires die Goldmedaille. 2019 gewann sie bei den U23-NACAC-Meisterschaften in Santiago de Querétaro mit 55,40 m die Bronzemedaille hinter der Jamaikanerin Shanice Love und Laulauga Tausaga aus den Vereinigten Staaten und anschließend siegte sie mit 59,53 m bei den U20-Panamerikameisterschaften in San José. Daraufhin startete sie bei den Weltmeisterschaften in Doha und schied dort mit 52,52 m in der Qualifikationsrunde aus. 2021 gewann sie bei den erstmals ausgetragenen Panamerikanischen Juniorenspielen in Cali mit 54,31 m die Silbermedaille hinter ihrer Landsfrau Silinda Oneisi Morales. 2023 siegte sie mit 59,60 m bei den U23-NACAC-Meisterschaften in San José und belegte dann bei den Panamerikanischen Spielen in Santiago de Chile mit 58,58 m den fünften Platz. Im Jahr darauf schied sie bei den Olympischen Sommerspielen in Paris mit 61,07 m in der Qualifikationsrunde aus.
2024 wurde Matheus kubanische Meisterin im Diskuswurf.